# Нище
Ни́ще — село в Україні, у Зборівській міській громаді Тернопільського району Тернопільської області.
Населення — 193 особи (2002).
Саме тут бере початок річка Серет, яка тече через усю Тернопільську область, і впадає у Дністер.

## Історія
Поблизу села виявлено археологічні пам'ятки давньоруської культури.
Перша писемна згадка про Нище відноситься до 1483 року, тоді село було власністю львівського підкоморія Павла з Олеська (з роду Сененських). Судові акти тих років повідомляють також імена кількох кметів з Нища: Чернява (Czernawa), Чех (Czechonis), Іваник (Ivanyk, Hywanyk), Данило (Danylo) і Гринь (Hryn alias Hrynyecz).
У 1510 році село вже перебувало у складі Золочівського ключа, який був у власності родини Сененських. Повторно Нище згадується у 1532 році, коли Станіслав Сененський передав Золочівський ключ шляхтичу Анджею Ґурці.
У 1565 році Нище займало 2,5 лани землі, у селі була корчма та священник.
Існує легенда, що село було засноване після нападу татар, котрі знищили вщент поселення на горі Хомець, де досі стоїть хрест на тому місці де колись стояла церква. Люди зійшли в долину і сказали тут будемо будуватись заново. А так як село були нижчим по горизонту, то назвали його Нище. Навкруги села широкі і густі ліси, у котрих під час визвольної війни відпочивав Богдан Хмельницький зі своїм військом перед однією з битв з поляками.[джерело?]
Нище з сусідніми селами постраждало від проходів військ під час Хмельниччини, так що 18 травня 1649 року селяни Сень Войтків (Sen Woytkow) з Нища та Гацько (або Яцко) Левків (Hacko Lewkow) з Івачева присягали про те, що через спустошення не мали змоги заплатити податок, в Нищу з млина і церкви зібрали лише 4 злотих і 15 грош, а в Івачеві взагалі нічого не вдалось зібрати.
У 1909 році в селі збудовано велику муровану церкву Івана Хрестителя. Під час Першою світової війни церква була сильно пошкоджена. Після війни її відбудували і закупили нові дзвони.
В УГА служили жителі села О. Олійник, М. Стахів, Г. Ільків, К. Курдибан, І. Гарасимів.
У 1939 році було 260 дворів та 1300 жителів.
Під час наступу Червоної армії в 1944 році тут проходив так званий «Ковтівський коридор». Село було зруйноване на 50%. За німців і радянського панування в Нищу активно діяла ОУН. На хуторі Дерев'янки знаходилась законспірована головна станиця спецзв'язку К-В (Карпати — Волинь). Станиця здійснювала зв'язок команди УПА та підпілля ОУН. Провідником її був Іван Питльований («Плугатар») із села Заруддя. Зв'язковою в селі була Маланка Курдибан, станичними — Микола Берегуля, Іван Питльований (родом з села Колтів на Золочівщині).
Однокласова школа заснована у 1880 році, в 1929 стала чотирикласова, в 1944 — семирічна. Зараз школи в селі немає.
До Другої світової війни діяли «Просвіта», «Рідна школа» та інші товариства, кооператива.
За радянської влади в селі організували колгосп ім. Димитрова, який в 1970 році приєднали до колгоспу «Мир», центральна садиба була в селі Вовчківці.
Станом на 2007 рік у селі 158 дворів (114 заселених, 44 незаселених) та 211 жителів.
12 червня 2020 року, відповідно до розпорядження Кабінету Міністрів України № 724-р «Про визначення адміністративних центрів та затвердження територій територіальних громад Тернопільської області» увійшло до складу Зборівської міської громади.
19 липня 2020 року, в результаті адміністративно-територіальної реформи та ліквідації Зборівського району, село увійшло до складу Тернопільського району.

## Релігія
- Церква Собору Івана Хрестителя (1894, мурована)
- На горі Хомець був монастир, його знищили турецько-татарські орди

## Пам'ятки
- На місці загибелі 28-ми вояків УПА насипано символічну могилу Борцям за волю України.
- Гідрологічна пам'ятка природи місцевого значення Джерела в селі Нище.
- Ботанічна пам'ятка природи місцевого значення «Куртина вікових дубів».
- Ботанічна пам'ятка природи місцевого значення «Нищенські липи».
- На цвинтарі біля церкви поруч з родиною рідної сестри Ольги Пелехатої похований лікар-офіцер австрійського флоту Орест Зарицький (фундаментальне дослідження про його життя залишив відомий дослідник українського флоту Леонід Кирилаш).

## Соціальна сфера
Працюють клуб, бібліотека, ФАП.

## Відомі люди

### Народилися
- Ігор Олійник — український лісівник, науковець, громадський діяч, доктор сільськогосподарських наук, відмінник освіти України[7];
- Матвій Стахів — український журналіст, правник, науковець, публіцист, громадський діяч, доктор філософії;
- Євген Савчук — український співак, народний артист України.

## Галерея

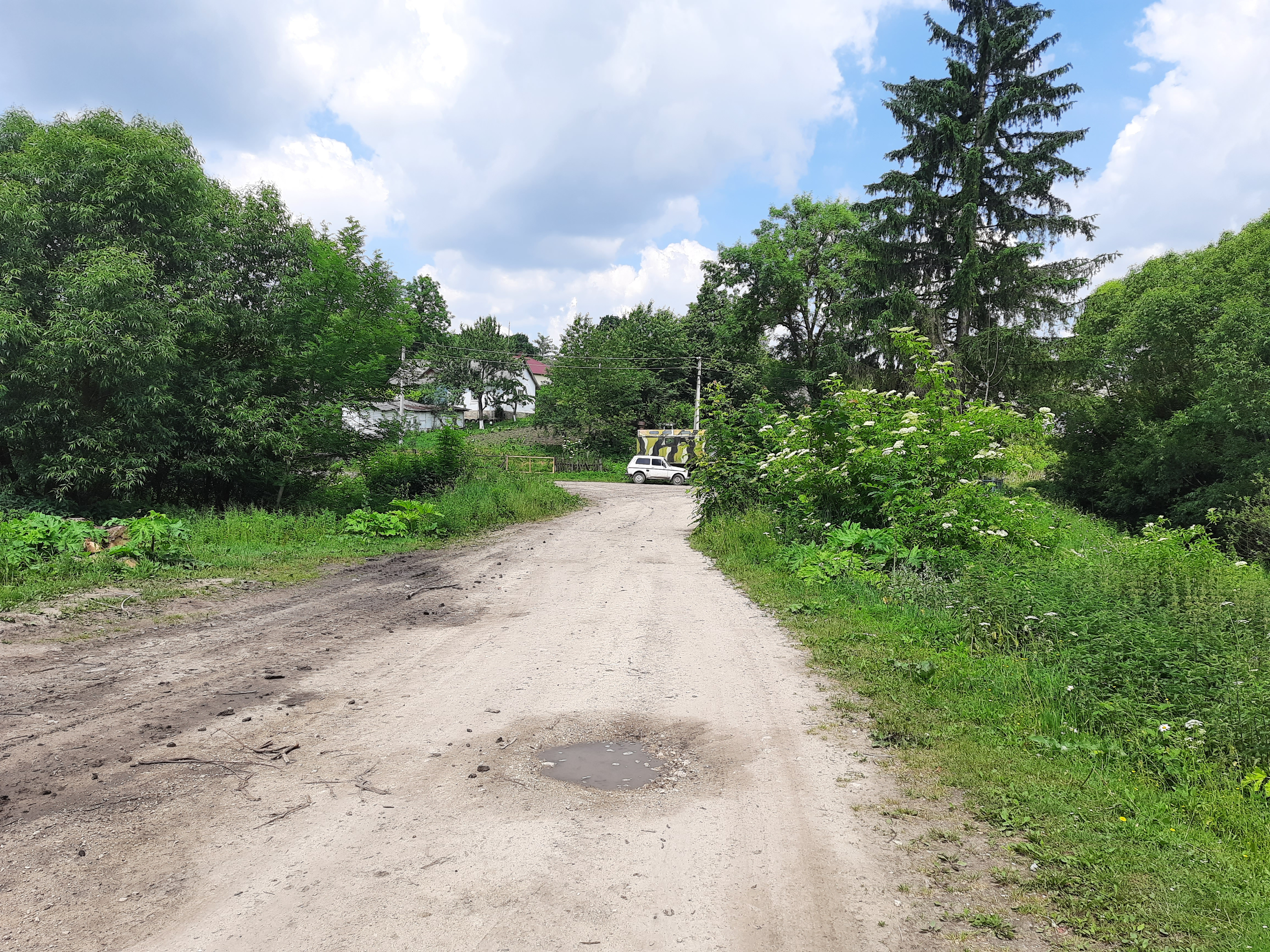
В'їзд у село
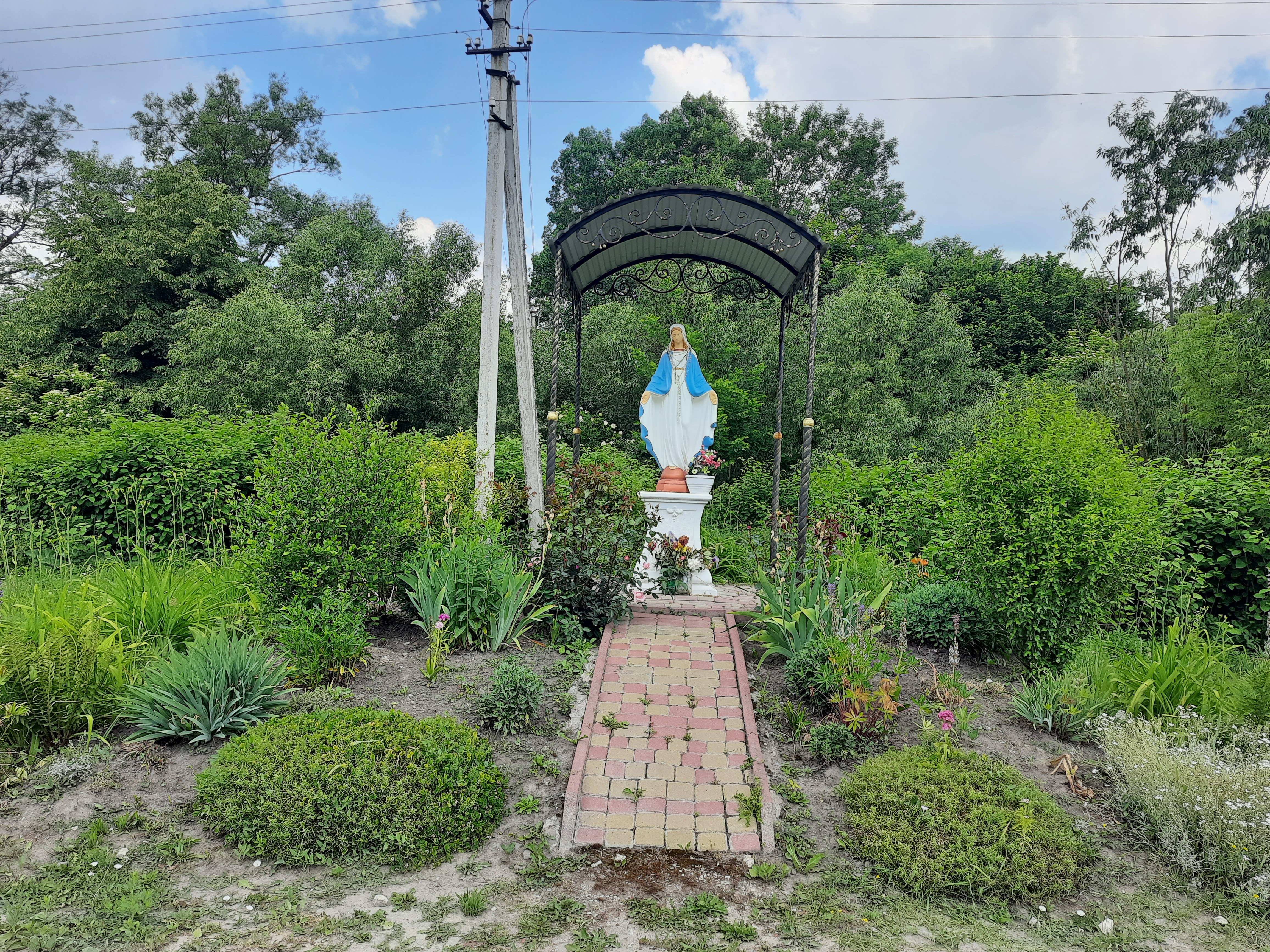
Статуя Божої Матері
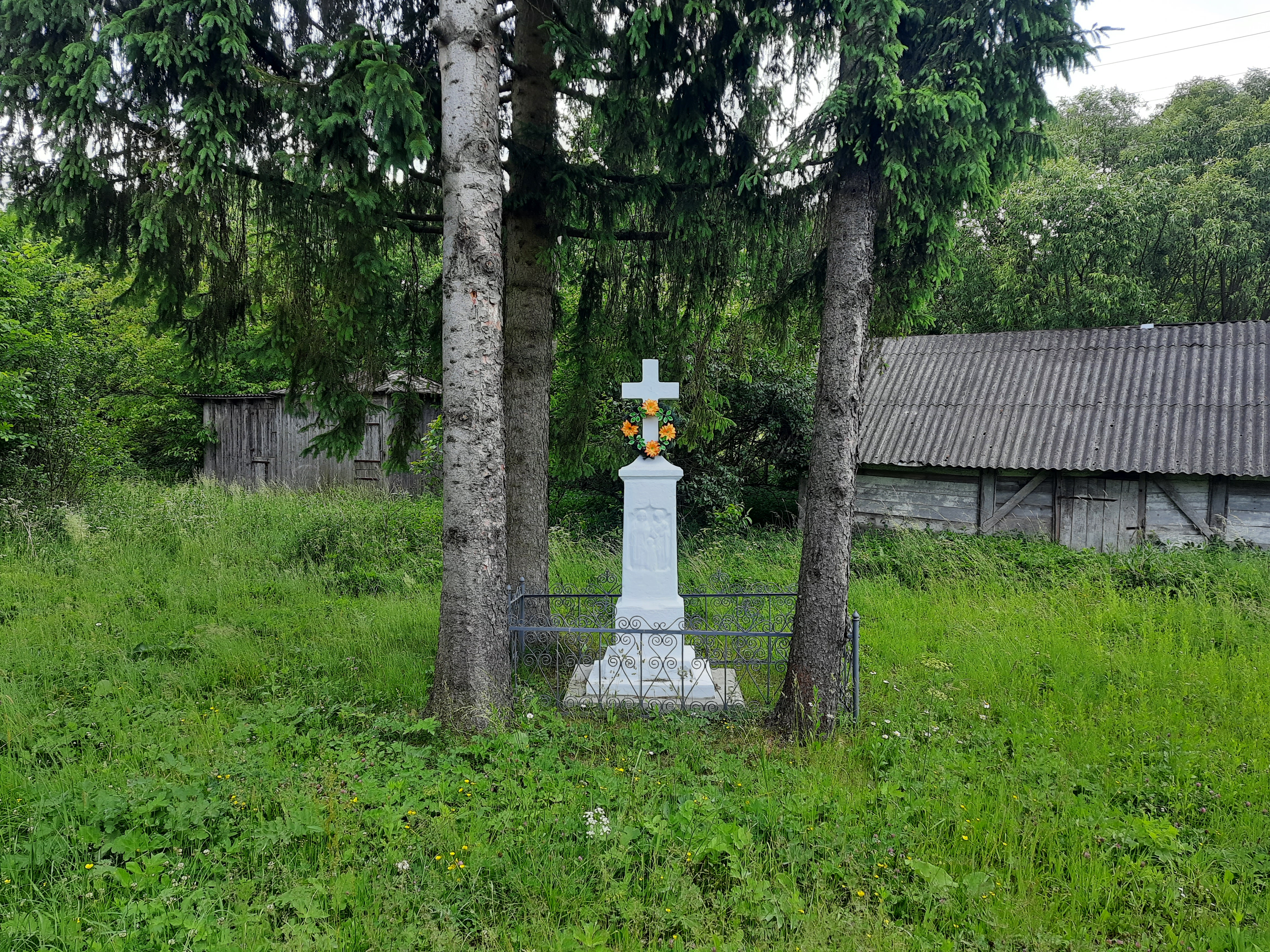
Пам'ятний хрест
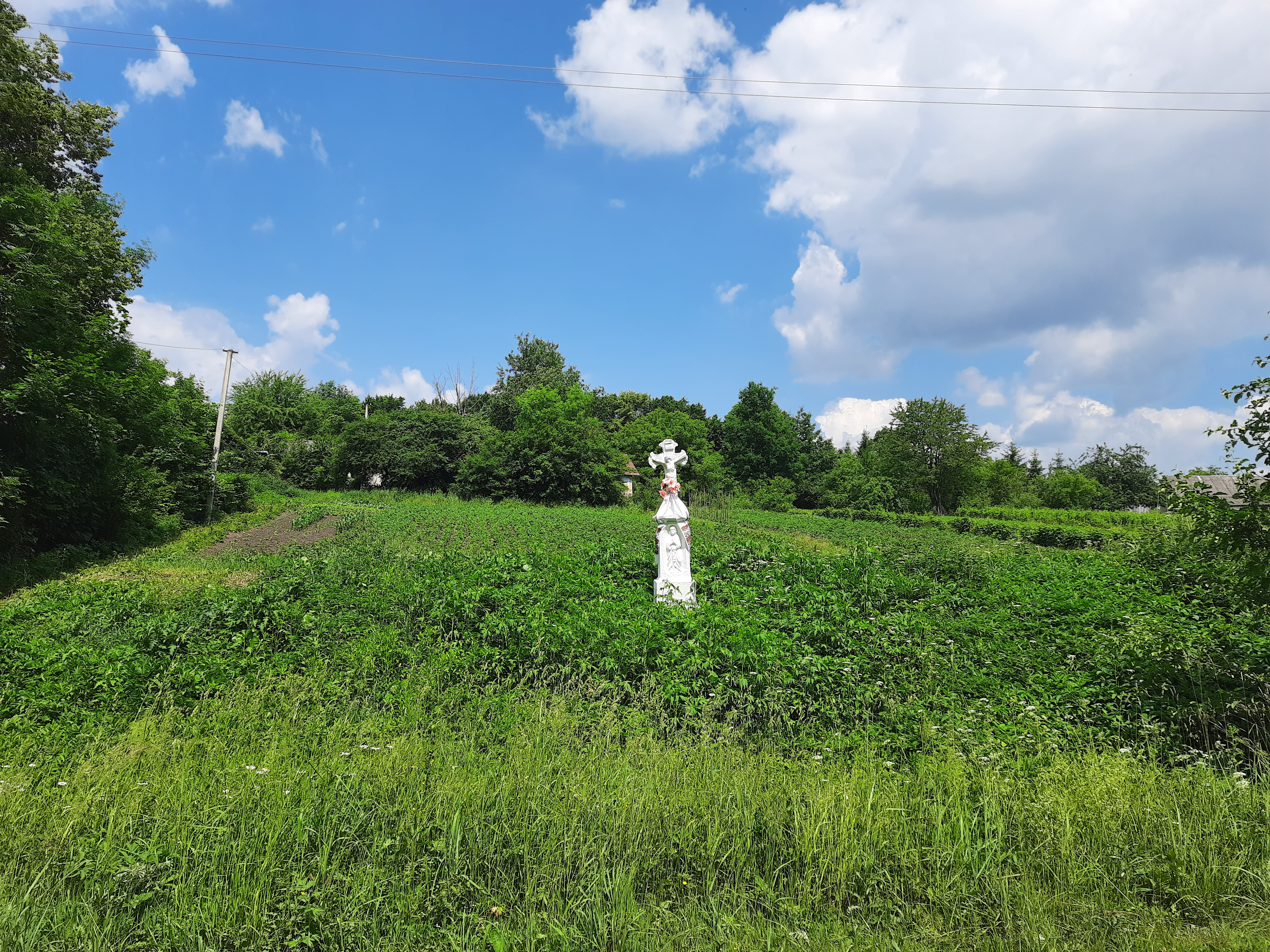
Пам'ятний хрест на околиці села
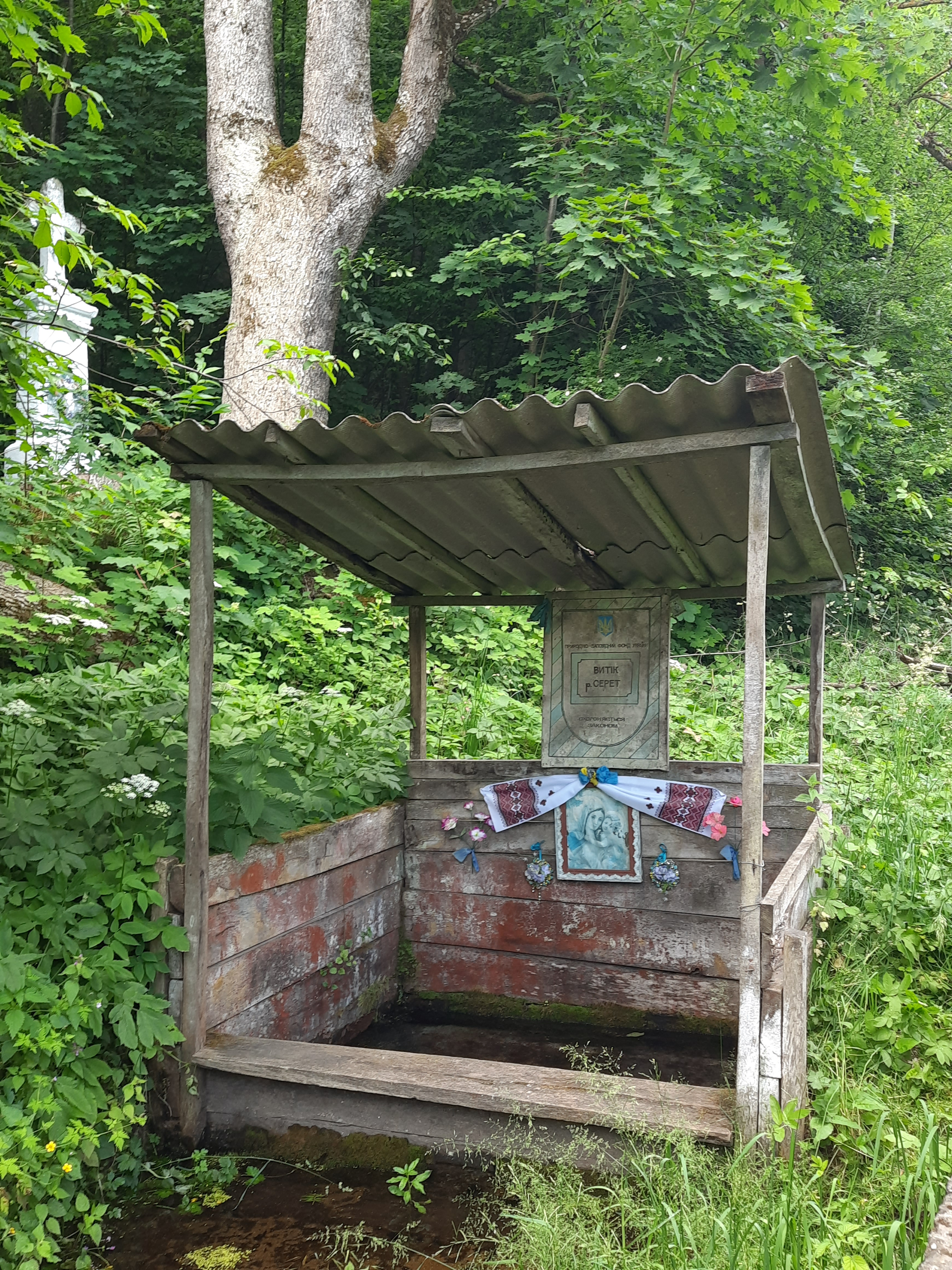
Витік річки Серет біля села